# 1999年のNBAドラフト
1999年のNBAドラフトは、1999年度のNBAドラフト。1999年6月30日、アメリカ合衆国ワシントンD.C.のMCIセンターで開催された。
ドラフト全体2位で指名されたスティーブ・フランシスはバンクーバー・グリズリーズでのプレーを拒否、同年8月にグリズリーズ、ヒューストン・ロケッツ、オーランド・マジックの3チームのトレードでロケッツにトレードされた。

## ドラフト指名
| PG | ポイントガード | SG | シューティングガード | SF | スモールフォワード | PF | パワーフォワード | C | センター |

| * | バスケットボール殿堂入り      |
| ^ | 現役プレーヤー                |
| S | NBAオールスター               |
| A | オールNBAチーム               |
| R | NBAオールルーキーチーム       |
| D | NBAオールディフェンシブチーム |
| C | NBAチャンピオン               |
| F | ファイナルMVP                 |
| # | NBAでのプレー経験なし         |
| M | シーズンMVP                   |

### 1巡目
| 指名順 | 選手名                             | 経歴      | 国籍           | 指名チーム                                              | 出身校など                                |
| ------ | ---------------------------------- | --------- | -------------- | ------------------------------------------------------- | ----------------------------------------- |
| 1      | エルトン・ブランド (PF)            | S A R     | アメリカ合衆国 | シカゴ・ブルズ                                          | デューク大学                              |
| 2      | スティーブ・フランシス (PG/SG)     | S R       | アメリカ合衆国 | バンクーバー・グリズリーズ→(ヒューストンにトレード)     | メリーランド大学                          |
| 3      | バロン・デイビス (PG)              | S A       | アメリカ合衆国 | シャーロット・ホーネッツ                                | UCLA                                      |
| 4      | ラマー・オドム (SF/PF)             | R C       | アメリカ合衆国 | ロサンゼルス・クリッパーズ                              | ロードアイランド大学                      |
| 5      | ジョナサン・ベンダー (PF/SF)       |           | アメリカ合衆国 | トロント・ラプターズ→(インディアナにトレード)           | ピカユーン高校 (ミシシッピ州)             |
| 6      | ウォーリー・ザービアック (SF)      | S R       | アメリカ合衆国 | ミネソタ・ティンバーウルブズ                            | マイアミ大学 (オハイオ州)                 |
| 7      | リチャード・ハミルトン (SG)        | S C       | アメリカ合衆国 | ワシントン・ウィザーズ                                  | コネチカット大学                          |
| 8      | アンドレ・ミラー (PG)              | R         | アメリカ合衆国 | クリーブランド・キャバリアーズ                          | ユタ大学                                  |
| 9      | ショーン・マリオン (SF)            | S A R C   | アメリカ合衆国 | フェニックス・サンズ                                    | UNLV                                      |
| 10     | ジェイソン・テリー (PG)            | R C       | アメリカ合衆国 | アトランタ・ホークス                                    | アリゾナ大学                              |
| 11     | トラジャン・ラングドン (SG)        |           | アメリカ合衆国 | クリーブランド・キャバリアーズ                          | デューク大学                              |
| 12     | アレクサンダル・ラドヤヴィッチ (C) |           | ユーゴスラビア | トロント・ラプターズ                                    | バートン・カウンティ短期大学 (カンザス州) |
| 13     | コーリー・マゲッティ (SG/SF)       |           | アメリカ合衆国 | シアトル・スーパーソニックス→(オーランドにトレード)     | デューク大学                              |
| 14     | ウィリアム・エイブリー (PG)        |           | アメリカ合衆国 | ミネソタ・ティンバーウルブズ                            | デューク大学                              |
| 15     | フレデリック・ワイス (C)           | #         | フランス       | ニューヨーク・ニックス                                  | Limoges (フランス)                        |
| 16     | ロン・アーテスト (SF)              | S A R D C | アメリカ合衆国 | シカゴ・ブルズ                                          | セント・ジョンズ大学                      |
| 17     | カル・ボードラー (PF)              | #         | アメリカ合衆国 | アトランタ・ホークス                                    | オールドドミニオン大学                    |
| 18     | ジェームズ・ポージー (SG/SF)       | R C       | アメリカ合衆国 | デンバー・ナゲッツ                                      | ザビエル大学                              |
| 19     | クインシー・ルイス (SF)            |           | アメリカ合衆国 | ユタ・ジャズ                                            | ミネソタ大学                              |
| 20     | ディオン・グローバー (SG)          |           | アメリカ合衆国 | アトランタ・ホークス                                    | ジョージア工科大学                        |
| 21     | ジェフ・フォスター (C/PF)          |           | アメリカ合衆国 | ゴールデンステート・ウォリアーズ                        | テキサス州立大学                          |
| 22     | ケニー・トーマス (PF)              |           | アメリカ合衆国 | ヒューストン・ロケッツ                                  | ニューメキシコ大学                        |
| 23     | デヴィン・ジョージ (SF)            | C         | アメリカ合衆国 | ロサンゼルス・レイカーズ                                | オーグスバーグ大学                        |
| 24     | アンドレイ・キリレンコ (SF/PF)     | S R D     | ロシア         | ユタ・ジャズ                                            | CSKAモスクワ (ロシア)                     |
| 25     | ティム・ジェームス (SF)            |           | アメリカ合衆国 | マイアミ・ヒート                                        | マイアミ大学 (フロリダ州)                 |
| 26     | ヴォンティーゴ・カミングス (PG)    |           | アメリカ合衆国 | インディアナ・ペイサーズ→(ゴールデンステートにトレード) | ピッツバーグ大学                          |
| 27     | ジュメイン・ジョーンズ (SF)        |           | アメリカ合衆国 | アトランタ・ホークス→(フィラデルフィアにトレード)       | ジョージア大学                            |
| 28     | スコット・パジェット (PF)          |           | アメリカ合衆国 | ユタ・ジャズ                                            | ケンタッキー大学                          |
| 29     | レオン・スミス (PF)                |           | アメリカ合衆国 | サンアントニオ・スパーズ                                | マーティン・ルーサー・キング高校          |

### 2巡目
| 指名順 | 選手名                        | 経歴      | 国籍           | 指名チーム                             | 出身校など                                |
| ------ | ----------------------------- | --------- | -------------- | -------------------------------------- | ----------------------------------------- |
| 30     | ジョン・セレスタンド          | #         | アメリカ合衆国 | ロサンゼルス・レイカーズ               | ビラノバ大学                              |
| 31     | リコ・ヒル                    | #         | アメリカ合衆国 | ロサンゼルス・クリッパーズ             | イリノイ州立大学                          |
| 32     | マイケル・ラフィン(PF/C)      |           | アメリカ合衆国 | シカゴ・ブルズ                         | タルサ大学                                |
| 33     | クリス・ヘレン                |           | アメリカ合衆国 | デンバー・ナゲッツ                     | カリフォルニア州立大学フレズノ校          |
| 34     | エバン・エシュマイヤー (C)    |           | アメリカ合衆国 | ニュージャージー・ネッツ               | ノースウェスタン大学                      |
| 35     | カルビン・ブース (C)          |           | アメリカ合衆国 | ワシントン・ウィザーズ                 | ペンシルベニア州立大学                    |
| 36     | 王治郅 (C)                    |           | 中華人民共和国 | ダラス・マーベリックス                 | 八一ロケッツ (中国)                       |
| 37     | オビンナ・エケジー (C)        |           | ナイジェリア   | バンクーバー・グリズリーズ             | メリーランド大学                          |
| 38     | ラロン・ブロフィット          |           | アメリカ合衆国 | オーランド・マジック                   | メリーランド大学                          |
| 39     | A・J・ブラムレット            | #         | アメリカ合衆国 | クリーブランド・キャバリアーズ         | アリゾナ大学                              |
| 40     | ゴーダン・ギリチェク (SG)     |           | クロアチア     | ダラス・マーベリックス                 | KKシボナ・ザグレブ (クロアチアリーグ)     |
| 41     | フランシスコ・エルソン (PF/C) | C         | オランダ       | デンバー・ナゲッツ                     | カリフォルニア大学                        |
| 42     | ルイス・バロック              |           | アメリカ合衆国 | ミネソタ・ティンバーウルブズ           | ミシガン大学                              |
| 43     | リー・ネイロン (SF)           |           | アメリカ合衆国 | シャーロット・ホーネッツ               | テキサスクリスチャン大学                  |
| 44     | タイロン・ワシントン          |           | アメリカ合衆国 | ヒューストン・ロケッツ                 | ミシシッピ州立大学                        |
| 45     | ライアン・ロバートソン        | #         | アメリカ合衆国 | サクラメント・キングス                 | カンザス大学                              |
| 46     | J・R・コッホ                  | #         | アメリカ合衆国 | ニューヨーク・ニックス                 | アイオワ大学                              |
| 47     | トッド・マカロック (C)        |           | カナダ         | フィラデルフィア・セブンティシクサーズ | ワシントン大学                            |
| 48     | ギャレン・ヤング              |           | アメリカ合衆国 | ミルウォーキー・バックス               | ノースカロライナ大学シャーロット校        |
| 49     | ラリー・ケトナー(PF/C)        |           | アメリカ合衆国 | シカゴ・ブルズ                         | マサチューセッツ大学                      |
| 50     | ヴェンソン・ハミルトン        |           | アメリカ合衆国 | ヒューストン・ロケッツ                 | ネブラスカ大学                            |
| 51     | アントワン・スミス            |           | アメリカ合衆国 | バンクーバー・グリズリーズ             | セントポール大学                          |
| 52     | ロバート・バーグセン          |           | アメリカ合衆国 | アトランタ・ホークス                   | ボイシ州立大学                            |
| 53     | ロドニー・ビュフォード (SG)   |           | アメリカ合衆国 | マイアミ・ヒート                       | クレイトン大学                            |
| 54     | メルヴィン・リヴェット        |           | アメリカ合衆国 | デトロイト・ピストンズ                 | シンシナティ大学                          |
| 55     | クリス・クラーク              |           | アメリカ合衆国 | ボストン・セルティックス               | テキサス大学                              |
| 56     | ティム・ヤング(C)             |           | アメリカ合衆国 | ゴールデンステート・ウォリアーズ       | スタンフォード大学                        |
| 57     | マヌ・ジノビリ (SG)           | * S A R C | アルゼンチン   | サンアントニオ・スパーズ               | ヴィオラ・レッジョ・カラブリア (イタリア) |
| 58     | エディ・ルーカス              |           | アメリカ合衆国 | ユタ・ジャズ                           | バージニア工科大学                        |

## ドラフト外入団の主な選手
- クリス・アンダーセン (PF), ブリン短期大学
- ラジャ・ベル (SG), フロリダ国際大学
- ホルヘ・ガルバホサ (PF), スペイン
- ジャーメイン・ジャクソン (SG), デトロイト大学
- ミルト・パラシオ (SG), コロラド州立大学
- エディー・ロビンソン (SF), セントラル・オクラホマ大学